# Podolasia stipitata
Podolasia stipitata – gatunek roślin zielnych z monotypowego rodzaju Podolasia N.E.Br. z rodziny obrazkowatych, występujących w Azji Południowo-Wschodniej, na Półwyspie Malajskim, Borneo i Sumatrze.
Nazwa naukowa rodzaju odnosi się do rodzaju Lasia, do nazwy którego dodano przedrostek podo-, pochodzący od greckiego słowa πόδια (podia – stopa) i odnosi się do wspólnego dla obu rodzajów bazalnego położenia zalążków; nazwa gatunkowa stipitata w łacinie oznacza "osadzony na trzonku" i odnosi się do budowy kolby kwiatostanu.
Rodzaj Podolasia N.E.Br. posiada homonim w taksonomii zwierząt: Podolasia Harold – rodzaj chrząszczy z podrodziny chrabąszczowatych.

## Morfologia
PokrójRośliny zielne występujące pojedynczo lub tworzące niewielkie kępy przez rozgałęzienia kłączy.
ŁodygaWzniesiona lub płożąca, skrócona łodyga naziemna, o średnicy około 2,5 cm, z wyraźnymi zielonymi międzywęźlami o długości około 2 cm, ukorzeniająca się między pozostałościami nasad liściowych.
LiścieRośliny tworzą kilka liści właściwych na ogonkach o długości 30–50 cm, pokrytych skierowanymi do dołu kolcami. Blaszki liściowe oszczepowate do strzałkowatych, o długości 30–40 cm.
KwiatyRośliny jednopienne, tworzące pojedynczy kwiatostan typu kolbiastego pseudancjum. Szypułki podobne do ogonków liściowych, tej samej długości. Pochwa kwiatostanu jajowato-lancetowata, purpurowo-brązowa, otwarta na całej długości. Kolba osadzona na trzonku, wydłużającym się po otwarciu pochwy. Kwiaty obupłciowe z 4–6 listkami okwiatu, taką samą liczbą pręcików o wolnych nitkach i pojedynczą, jednokomorową zalążnią, zawierającą pojedynczy zalążek. Łożysko bazalne lub ścienne (parietalne).
OwoceCzerwone jagody o średnicy do 1,2 cm. Nasiona silnie kampylotropowe, o średnicy 7 mm i cienkiej, twardej, brązowej łupinie.
Gatunki podobnePrzedstawiciele rodzaju Cyrtosperma o kolcach skierowanych ku górze i grzebieniastych do brodawkowatych nasionach, oraz rodzaju Lasiomorpha, o ogonkach liściowych kanciastych w przekroju, zrośniętych nitkach pręcików, tworzących stolony.

## Biologia i ekologia
RozwójWieloletnie chamefity.
SiedliskoGleby torfowe.
GenetykaLiczba chromosomów 2n = 26.